# Dows
Dows is een plaats (city) in de Amerikaanse staat Iowa, en valt bestuurlijk gezien onder Franklin County en Wright County.

## Demografie
Bij de volkstelling in 2000 werd het aantal inwoners vastgesteld op 675. In 2006 is het aantal inwoners door het United States Census Bureau geschat op 595, een daling van 80 (-11,9%).

## Geografie
Volgens het United States Census Bureau beslaat de plaats een oppervlakte van 2,1 km², waarvan 2,0 km² land en 0,1 km² water.

## Plaatsen in de nabije omgeving
De onderstaande figuur toont nabijgelegen plaatsen in een straal van 16 km rond Dows.